# Plénée-Jugon

Plénée-Jugon este o comună în departamentul  Côtes-d'Armor, Franța. În 1 ianuarie 2022 avea o populație de 2.533 de locuitori.